# Bitterroot Mountains
De Bitterroot Mountains is een groep bergketens die gelegen is in de Amerikaanse staten Idaho en Montana en deel uitmaakt van de veel ruimere Bitterroot Range. Het hoogste punt van het gebergte is de Trapper Peak met 3096 meter. Deze bergtop ligt in de Central Bitterroot Range en ligt een ruime vijftien kilometer ten zuidwesten van het plaatsje Darby. De op één na hoogste bergtop draagt de naam El Capitan en ligt een ruime vijftien kilometer direct ten westen van Darby.

## Begrenzing
De Bitterroot Mountains worden in het noorden begrensd door de Coeur d'Alene, Lookout Pass, de St Regis River en de Clark Fork River. In het oosten wordt het gebied begrensd door de Bitterroot River en de Bitterroot Valley (met onder meer de agglomeratie van Missoula, het stadje Lolo, het plaatsje Stevensville en de plaats Hamilton en het gehucht Darby). In het zuidoosten gaan de Bitterroot Mountains over in de Beaverhead Mountains. De grens ligt hier ruwweg bij weg nummer 93 en Lost Trail Pass (2139 m). In het zuiden is de Salmon River de grens. Aan de overzijde liggen de Salmon River Mountains. Deze worden niet tot de Bitterroot Range gerekend. Ten westen van de Central Bitterroot Range liggen de Clearwater Mountains. Afhankelijk van de definitie worden deze al dan niet tot de Bitterroot Range gerekend. Ten westen van de noordelijke Bitterroot Mountains liggen de Clearwater Mountains en de Coeur d'Alene Mountains. De laatste vormen eveneens een onderdeel van de Bitterroot Range.

### Onderverdeling
Omdat de gehele Bitterroot Mountains relatief lang zijn in vergelijking met naburige groepen worden deze soms opgedeeld in een noordwestelijke deel (de Northern Bitterroot Range) en een zuidelijk deel (de Central Bitterroot Range). De grens tussen de Northern en Central Bitterroot Range loopt langs de valleien van de Crooked Fork van de Lochsa River, Lolo Pass en de vallei van Lolo Creek.

## Geschiedenis
In 1805 werden de bergen doorkruist door de Expeditie van Lewis en Clark. Deze bergen (en de Salmon River Mountains, ten zuiden van de Bitterroot Mountains) vormden een groot onverwacht obstakel voor hun expeditie naar het westen. Dit betekende eveneens het einde voor hun hoop op het vinden van een "noordwestelijke passage" tussen het stroomgebied van de Atlantische Oceaan (via de Missouri) en de Pacifische Oceaan.